# A Florida Enchantment
A Florida Enchantment è un film muto del 1914 diretto da Sidney Drew. Il soggetto è tratto dal romanzo (1891) di Archibald Clavering Gunter e Fergus Redmund e dalla commedia di  A. C. Gunter presentata a Broadway il 12 ottobre 1896.

## Trama
Lillian Travers, una ricca ragazza del nord, è sul punto di sposarsi. Un seme magico la trasforma in uomo dando spunto a tutta una serie di situazioni divertenti e ambigue. Anche il suo fidanzato subisce una trasformazione, ovviamente in senso contrario: perde le sue caratteristiche maschili, assumendo quelle femminili.

## Produzione
Il film fu prodotto dalla Vitagraph Company of America. Venne girato in Florida, a St. Augustine e a St. Petersburg.

## Distribuzione
Il copyright del film, richiesto dalla Vitagraph Co. of America, fu registrato il 4 settembre 1914 con il numero LP3380.
Distribuito dalla General Film Company, il film fu presentato in prima a New York il 10 agosto 1914, uscendo poi in sala in settembre.
Copia della pellicola viene conservata negli archivi della Library of Congress.
Il 13 marzo 2001, il film è stato inserito in un'antologia di trentaquattro pellicole (per un totale di 560 minuti) pubblicate in DVD (NTSC) dalla Library of Congress e Smithsonian Video. Il 17 giugno 2008, la Harpodeon ne ha distribuito una versione in DVD di 65 minuti tratta da una copia 16 mm. Il film in NTSC è accompagnato da un documentario moderno che illustra i luoghi delle riprese.
Brani del film sono inseriti nel documentario del 1996 Lo schermo velato (The Celluloid Closet) di Rob Epstein e Jeffrey Friedman.
Il film viene considerato una delle prime rappresentazioni dell'omosessualità e del travestitismo nel cinema.